# Sigismund Witt

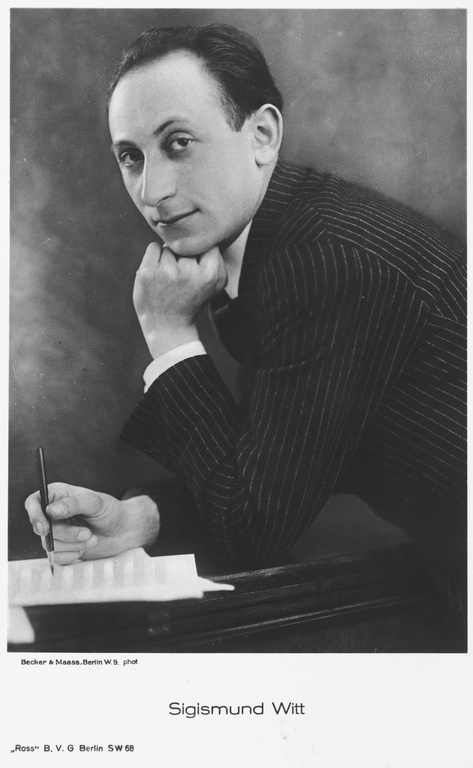
Sigismund Witt, o. J. Foto: Becker & Maass, Berlin. Copyright: United States Holocaust Memorial Museum.

Sigismund Witt (* 28. Februar 1898 in Hohensalza (heute Inowrocław, Polen); † 10. August 1946 in New York) war ein deutscher Komponist, Pianist und Orchesterleiter.

## Leben und Wirken
Sigismund Witt wurde am 28. Februar 1898 im preußischen Hohensalza in eine jüdische Familie geboren. Sein Familienname lautete eigentlich Witting. Die Eltern waren Carl Witting (ursprünglich Witkowski, 1869–1956) und dessen Frau Selma (geb. Joel, 1865–1940). Sigismund Witt hatte einen jüngeren Bruder, Georg(e) Witting (1902–1966), der Deutschland im Mai 1939 zusammen mit seiner Familie verließ und zunächst nach Shanghai, 1947 dann nach Australien emigrierte. Wann die Familie den Namen von Witkowski zu Witting änderte, ist nicht belegt. Vermutlich erfolgte dies ähnlich wie im Falle der Vorfahren und Angehörigen des Publizisten Maximilian Harden (ursprüngl. Felix Ernst Witkowski, 1861–1927) und dessen Bruder Richard Witting (ursprüngl. Witkowski, 1856–1923) in den 1870er Jahren.
Bereits Anfang der 1920er Jahre genoss Sigismund Witt als Solopianist und Ensembleleiter nicht nur in Deutschland eine gewisse Popularität. Wenig später machte er sich auch als Schlagerkomponist einen Namen. 1921 wirkte er als Orchesterleiter bei einer kunstgewerblichen Schau des Modeschöpfers Otto Ludwig Haas-Heye (1879–1959) in Berlin, und um diese Zeit arbeitete er eng mit dem schwulen russischen Avantgardetänzer Alexander (Sascha) Leontjew (eigentlich Mikhail Katz/Михаил Кац, 1897–1942), dem späteren Ballettmeister und Solotänzer an der Staatsoper in Wien, zusammen. Die beiden traten Anfang 1922 neben anderen zugunsten der „Künstlerhilfe für die Hungernden in Russland“ an der Berliner Volksbühne am Bülowplatz auf, und nach weiteren gemeinsamen Darbietungen in Berlin, Köln und Hamburg tourten sie durch Schweden, Lettland, Estland und Finnland, mit geplanten Gastspielen in St. Petersburg und Moskau.
Ebenfalls 1922 schuf der expressionistische Maler Ludwig Meidner (1884–1966) ein Porträt von Sigismund Witt (Radierung auf Büttenpapier), das sich heute im Spencer Museum of Art der University of Kansas in Lawrence befindet. Witt selbst hegte um diese Zeit eine besondere Verehrung für den italienischen Komponisten Ferruccio Busoni (1866–1924).

## Frühe musikalische Erfolge
Als Solist spielte Sigismund Witt mit einem Jazzorchester vornehmlich in Revuen und Operetten, die in Städten wie Berlin und Hamburg aufgeführt wurden (so etwa in Die fleißige Leserin, Das bist Du …!, Ein Märchentraum, Mannequins). Er schrieb die Musik für Hans Wolschendorffs Kinderrevue Hans im Glück und für die Operette Die Circe von London (Buch: Herbert Juttke und J. Ulemann). 1927 studierte er die Operette In der Johannesnacht von Jean Gilbert (eigentlich Max Winterfeld, 1879–1942) ein, die in Köln und Aachen aufgeführt wurde. Als Witt Ende 1927 beim Winterfest des Vereins deutsche Sportpresse im Hamburger Curio-Haus auftrat, feierte das Hamburger Abendblatt ihn mit den Worten: „Achtung, Achtung! Welle Sigismund Witt! Dieser Wellen-Wittich sitzt unter seinen Jazz-Solisten am Flügel und macht eine Musik, daß einem die Beine vor Rhythmus unter dem Stuhl davonsteppen.“ In einer anderen Rezension der Zeit hieß es über „den schmissig spielenden“ Witt und seine Jazzkollegen: „Das ist Schwung, Tempo, Leben, Rhythmus.“ Spätestens 1928 Jahr konnte Witt auch als Schlagerkomponist Erfolge verbuchen. Er schrieb unter anderem die Musik für die von Claire Waldoff (1884–1957) interpretierten Lieder Ich rolle Punkt, Guido vom Lido, Autolied (Hanomag) und Berliner Autolied. Texte zu seinen Liedern verfasste unter anderem die Berliner Dichterin Heide Sachs (1875–1960).

## Emigration, Internierung und Exil
Als Jude emigrierte Sigismund Witt zu einem unbekannten Zeitpunkt von Berlin aus zunächst nach Paris, wo er im „Casino de Paris“, einer der legendärsten Spielstätten der französischen Hauptstadt, wirkte. Nach einer längeren Internierung im südfranzösischen Lager Gurs gelang es ihm 1942, in die USA zu entkommen. Er ließ sich in New York nieder, wo er sich fortan Fred Witt nannte und erneut als Jazz-Musiker, Bandleader, Pianist und Komponist tätig wurde. Er trat regelmäßig in dem Kabarett „Beggar Bar“ der deutschen Tänzerin, Pantomimin und Kabarettistin Valeska Gert (1892–1978) auf, und im September 1944 begleitete er die deutsch-amerikanische Schauspielerin und Transgender-Pionierin Charlotte Charlaque (1892–1963) bei einem Auftritt im „Continental Club and Restaurant“ in der Sullivan Street. Im März 1945 spielte er erneut zusammen mit Valeska Gert und anderen im Konzertsaal des New Yorker „Master Theatre“ in der 323 West 103rd. Street. Witt schuf das „Ballet for America“ und erhielt einen Auftrag für ein „Lola Montez“-Tanzstück, das am 17. September 1946 in Montreal (Kanada) uraufgeführt wurde. Seine Kompositionen erschienen in den USA im Verlagshaus Edward B. Marks.
Fred alias Sigismund Witt erholte sich in den USA nie wieder von den Misshandlungen, die er im Internierungslager Gurs erfahren hatte, und den körperlichen Leiden, die er sich hier zuzog. Er starb am 10. August 1946 im Alter von 48 Jahren in New York.

## Nachlass
Unterlagen zu Sigismund/Fred Witt finden sich heute als „Fred Witt papers“ im United States Holocaust Memorial Museum (Accession Number: 2002.527.1) in Washington, darunter auch sechs Schallplatten.